# Мъглата (филм, 2005)
„Мъглата“ (на английски: The Fog) е американски свръхестествен филм на ужасите от 2005 г. на режисьора Рупърт Уейнрайт с участието на Том Уелинг, Селма Блеър и Маги Грейс. Той е римейк на едноименния филм от 1980 г. и е продуциран от Джон Карпентър и Дебра Хил, която е съсценарист на оригиналния филм.